# Anilocra physodes
Anilocra physodes is een pissebed uit de familie Cymothoidae. De wetenschappelijke naam is gepubliceerd in 1758 door Linnaeus in de tiende editie van Systema naturae.